# Wescley Gomes dos Santos
Wescley Gomes dos Santos (nacido el 11 de octubre de 1991) es un futbolista brasileño que se desempeña como centrocampista en el Ceará.
Jugó para clubes como el Atlético Mineiro, Vila Nova, Chapecoense, Santa Cruz, Ceará y Vissel Kobe.

## Trayectoria

### Clubes
| Club             | País   | Año    |
| ---------------- | ------ | ------ |
| Atlético Mineiro | Brasil | 2010   |
| Democrata        | Brasil | 2011   |
| Vila Nova        | Brasil | 2012   |
| Red Bull Brasil  | Brasil | 2013   |
| Ipatinga         | Brasil | 2013   |
| Chapecoense      | Brasil | 2014   |
| Santa Cruz       | Brasil | 2014   |
| Ceará            | Brasil | 2015   |
| Ferroviária      | Brasil | 2016   |
| Ceará            | Brasil | 2016   |
| Vissel Kobe      | Japón  | 2017   |
| Ceará            | Brasil | 2018 - |